# Carlos J. Puig Casauranc
Carlos J. Puig Casauranc (* 9. Januar 1890 in Villahermosa, Tabasco; † 1. April 1931 in Morelos) war ein mexikanischer Botschafter.

## Leben
Carlos J. Puig Casauranc studierte Medizin und wurde Chirurg. Er war Oberst sowie Abgeordneter im Bundesparlament. Vom 7. August 1925 bis 20. Juni 1926 war er mexikanischer Botschafter in Tokio. Vom 7. August 1926 bis 28. Mai 1926 war er mexikanischer Botschafter in Peking. Vom 16. November 1926 bis 1. Januar 1928 war er mexikanischer Botschafter in Rom.
Vom 25. Juni 1927 bis 1. Januar 1928 war er mexikanischer Botschafter in Budapest. Er starb bei einem Unfall.

## Veröffentlichungen
- Breve reseña de las tendencias actuales y de los últimos trabajos de la Dirección de Arqueología dependiente de la Secretaria de Educación Pública de México.